# Robert Kirk
Pour les articles homonymes, voir Kirk.
Robert Kirk, né le 9 décembre 1644 à Aberfoyle, Perthshire, Écosse, et mort dans cette même localité le 14 mai 1692, est un pasteur et érudit écossais, auteur de La République mystérieuse des elfes, faunes, fées et autres semblables (en anglais : The Secret Commonwealth of Elves, Fauns and Fairies), ouvrage de référence sur le monde de la féerie. 
L'auteur britannique Philip Pullman s'en est inspiré pour écrire et intituler le deuxième tome de sa Trilogie de la Poussière, The Secret Commonwealth (2019, traduit en français sous le titre La Communauté des esprits).

## Biographie
Septième et plus jeune fils de James Kirk, pasteur à Aberfoyle, et de son épouse Elizabeth Carkettle, Kirk fait ses études à Édimbourg puis à Saint Andrews, avant de devenir pasteur à Balquhidder en 1664 puis de reprendre la charge de son père à Aberfoyle de 1685 à sa mort. Premier traducteur des Psaumes en gaélique écossais (1684), il se lance ensuite dans l'étude des créatures féeriques.
Écrit en 1691 en Écosse, La République mystérieuse, des elfes, faunes, fées et autres semblables est un petit livre publié pour la première fois en Grande-Bretagne en 1815, et en France en 1896. Ce livre est connu pour présenter les fées comme des êtres parfois malfaisants, point de vue relativement inhabituel (le terme de fée doit être ici pris au sens large, et non simplement comme désignant un être féminin imaginaire). Robert Kirk décrit les fées comme des êtres semi-liquides, visibles seulement pour qui dispose d'une « seconde vue »,.
Après sa mort de nombreuses rumeurs circulent, qui attribuent son décès à la colère des fées, ou qui le disent vivant dans leur royaume,.